# Indigofera viscidissima
Indigofera viscidissima är en ärtväxtart som beskrevs av John Gilbert Baker. Indigofera viscidissima ingår i släktet indigosläktet, och familjen ärtväxter.

## Underarter
Arten delas in i följande underarter:
- I. v. orientalis
- I. v. viscidissima